# Stryjno Drugie
Stryjno Drugie – wieś w Polsce położona w województwie lubelskim, w powiecie świdnickim, w gminie Rybczewice.
| SIMC    | Nazwa    | Rodzaj    |
| ------- | -------- | --------- |
| 0390389 | Bujanica | część wsi |

W latach 1975–1998 miejscowość administracyjnie należała do ówczesnego województwa lubelskiego.
Wieś stanowi sołectwo gminy Rybczewice.